# Szarabaje Stare
Szarabaje Stare (biał. Старыя Шарабаі; ros. Старые Шарабаи) – wieś na Białorusi, w obwodzie witebskim, w rejonie głębockim, w sielsowiecie Koroby.
Znajduje tu się przystanek kolejowy Szarabaje, położony na linii Królewszczyzna – Łyntupy.

## Historia
W czasach zaborów wieś w gminie Głębokie, w powiecie dzisieńskim, w guberni wileńskiej Imperium Rosyjskiego.
W latach 1921–1945 wieś i koszarka kolejowa leżały w Polsce, w województwie wileńskim, w powiecie dziśnieńskim, w gminie Głębokie.
Według Powszechnego Spisu Ludności z 1921 roku zamieszkiwało tu 395 osób, 30 było wyznania rzymskokatolickiego, 362 prawosławnego a 3 ewangelickiego. Jednocześnie 6 mieszkańców zadeklarowało polską przynależność narodową, 387 białoruską a 2 rosyjską. Było tu 76 budynków mieszkalnych. W 1931 w 73 domach zamieszkiwało 399 osób.
Koszarkę kolejową  w 1931 w 1 domu zamieszkiwało 14 osób.
Wierni należeli do parafii rzymskokatolickiej i prawosławnej w Głębokiem. Miejscowość podlegała pod Sąd Grodzki w Głębokiem i Okręgowy w Wilnie; właściwy urząd pocztowy mieścił się w Głębokiem.
W wyniku napaści ZSRR na Polskę we wrześniu 1939 miejscowość znalazła się pod okupacją sowiecką. 2 listopada została włączona do Białoruskiej SRR. Od czerwca 1941 roku pod okupacją niemiecką. W 1944 miejscowość została ponownie zajęta przez wojska sowieckie i włączona do Białoruskiej SRR.
Od 1991 w składzie niepodległej Białorusi.
Urodził się tu Anfim Michalewicz – białoruski polityk, lekarz weterynarii i prawnik, w latach 2008–2012 deputowany do Izby Reprezentantów Zgromadzenia Narodowego Republiki Białorusi IV kadencji.